# Coelogyne dichroantha
Coelogyne dichroantha är en orkidéart som beskrevs av François Gagnepain.
Coelogyne dichroantha ingår i släktet Coelogyne och familjen orkidéer. Artens utbredningsområde är Vietnam. Inga underarter finns listade i Catalogue of Life.